# Eberhardsfässchen

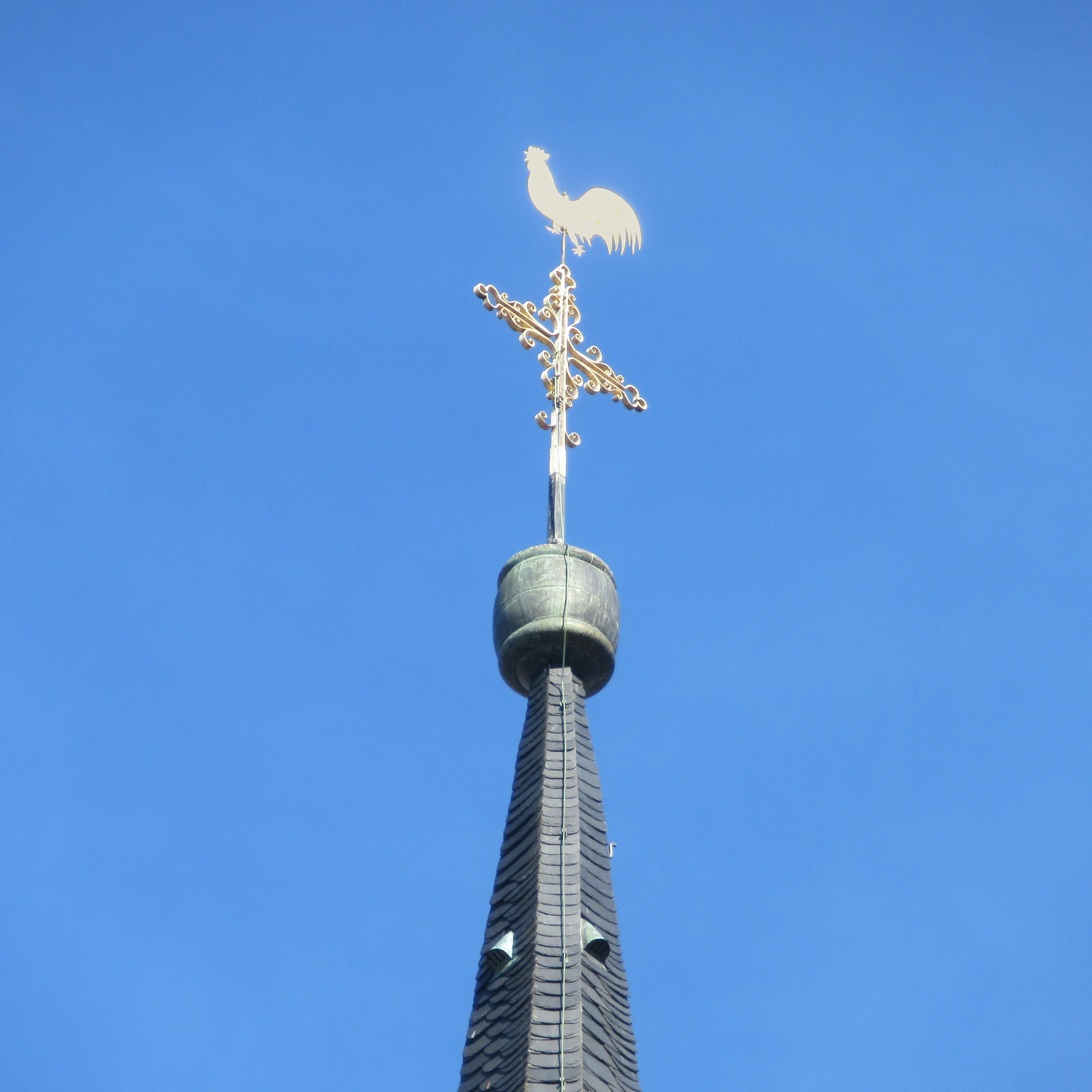
Eberhardsfässchen (2021)

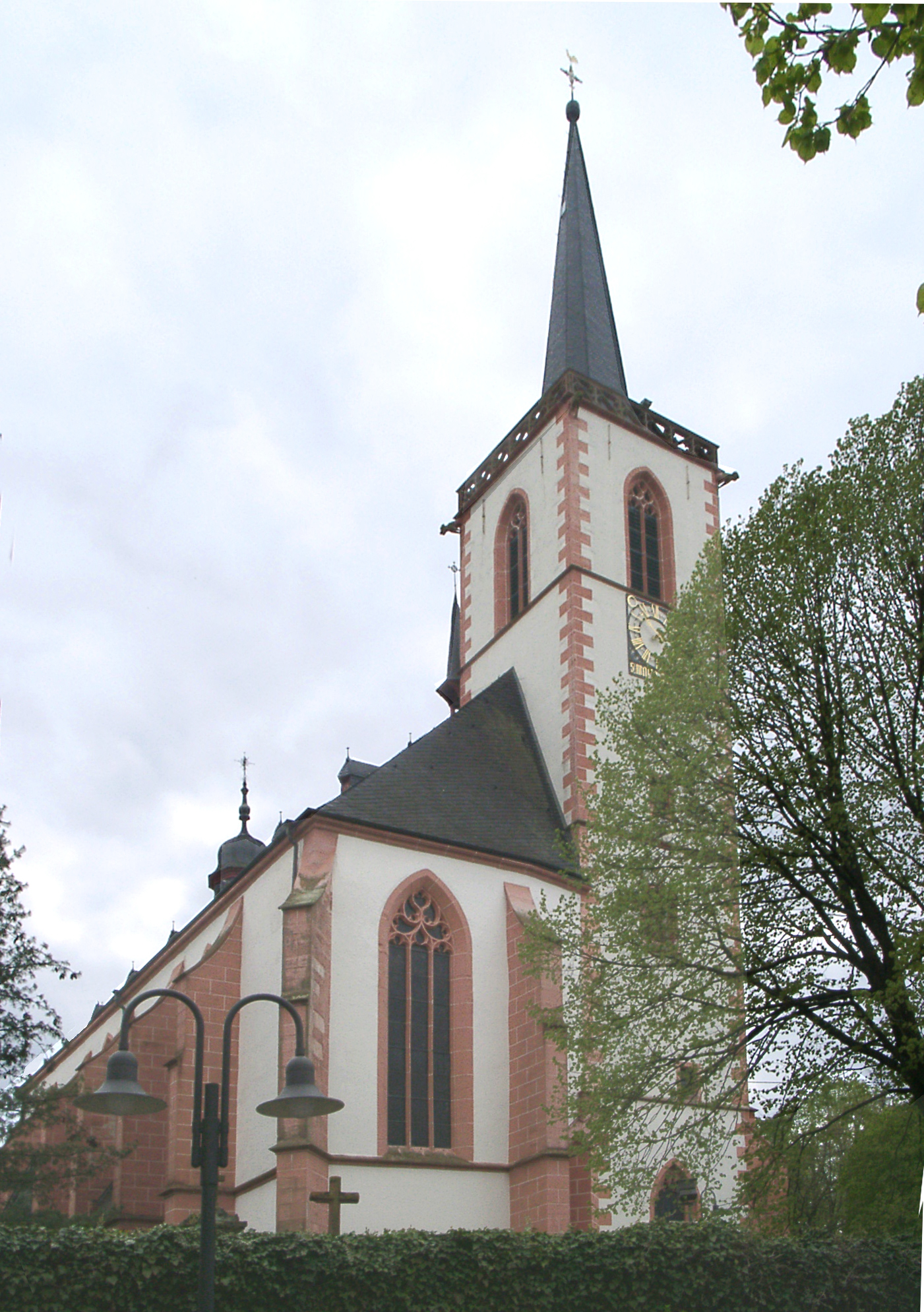
Kirchturm der Wallfahrtskirche Maria Heimsuchung in Klausen, an der Spitze das Eberhardsfässchen

Das Eberhardsfässchen oder Eberhardsfass ist ein Weinfass an der Kirchturmspitze der Wallfahrtskirche Maria Heimsuchung in Klausen in der Moseleifel, das auf eine Sage zurückgeht.

## Ursprung der Sage
Der Überlieferung zufolge hatte der Stifter namens Eberhard für die Bauarbeiten an der Kapelle während der Sommermonate für die Arbeiter ein Fass Wein besorgt, das an einem heißen Tag leer wurde. Ein neues war bestellt, aber noch auf dem Weg. In seiner Not – die Arbeiten drohten zum Erliegen zu kommen – wandte sich Eberhard an die Gottesmutter, damit sie ihm helfe. Sie bewirkte ein Wunder: Das Fass füllte sich mit bestem Wein und wurde bis zum Ende der Arbeiten nie mehr leer. Die Geschichte verbreitete sich schnell und trug mit zum Aufkommen von Pilgern in Klausen bei.

## Historischer Ursprung
Die Grundsteinlegung der Wallfahrtskirche geht wahrscheinlich auf den Tagelöhner Eberhard zurück, der 1393 geboren wurde. Bis zu seinem Tod 1451 baute er an der Kirche. Auf dem Wallfahrtsbild von 1640, das in der Kirche hängt, ist bereits ein Fass an der Spitze des Kirchturms zu erkennen, auf einem weiteren Kupferstich von 1656 ebenfalls.
Vermutlich geht das heutige Fass jedoch auf eine Spende des 1876 in Klausen gestorbenen Jodocus Prüm zurück, der als Stifter in der Region engagiert war. Nachweislich unterstützte er die Renovierung der Wallfahrtskirche in Klausen. Die letzte Renovierung des Fasses erfolgte im Rahmen der Dachsanierung 1989. Auch um sie rankt sich eine Legende, denn das Fass stürzte dabei zu Boden, verfehlte einen Arbeiter und blieb weitgehend unbeschädigt.

## Abmessung
Das Fass ist rund 80 cm hoch. Mit einem Volumen von rund 180 Litern entspricht es in etwa einem Ohm, einer in der Weinbauregion Mosel damals üblichen Maßeinheit. Es ist aus Holz und befindet sich an der Spitze des Kirchturms. Auf ihm sind das Kreuz und der Wetterhahn befestigt.

## Gegenwärtiger Bezug
In der Region um Klausen hat sich der Wunsch nach einem Eberhardsfässchen als Redensart erhalten. Es wird etwa vor der Bewältigung einer schweren Aufgabe oder auf Festveranstaltungen – wenn die Gäste großen Durst mitbringen – gewünscht.
Im Klausener Nachbarort Esch ist die Straße Zum Eberhardsfass nach dem Fass benannt.